# 川西池田駅
川西池田駅（かわにしいけだえき）は、兵庫県川西市栄根二丁目にある、西日本旅客鉄道（JR西日本）福知山線の駅である。駅番号はJR-G54。
直営駅（宝塚駅の被管理駅）で、アーバンネットワークおよび「JR宝塚線」の愛称区間、ICOCAの利用可能エリアに含まれている（相互利用ICカードはICOCAの項を参照）。

## 歴史
摂津鉄道の終点「池田駅」として開業した当初は、猪名川に架かる呉服橋（くれはばし）の近く（当時の川西村大字小花字大畑）に設置された。当時は猪名川の対岸に位置する池田町（現在の大阪府池田市）の方が栄えていたことから、所在地の「川西」ではなく「池田」の名が駅名に採用された。
その後、摂津鉄道を合併した阪鶴鉄道が宝塚方面への延長に合わせ、現在よりも西寄りの寺畑1丁目交差点（国道176号と兵庫県道186号花屋敷停車場線の交点）付近に移転。一度仮停車場への移転を経て、現在の停車場に移転している。
1925年に川西が町制を敷いて以降、所在地に合わせて駅名を改称する機運が高まり、数度に渡り駅名の改称を請願したが受理されなかった。川西町の町制25周年を迎えた1950年前後に運動は盛んになり、国鉄などに陳情が行われたが、池田市もそれに反対する陳情を行ったため、間を取って両者の名を組み合わせた「川西池田」となった。この経緯により、2つの府県の都市名が並ぶ珍しい駅名が誕生した。
非電化当時の構内は、駅の北東部に貨物取り扱い施設と機関支区が設置され、広い敷地を有していた。また、阪鶴鉄道時代には駅前の丘に阪鶴鉄道本社があった。乗客は箕面有馬電気軌道（現在の阪急宝塚本線・箕面線）の開業に伴って漸減し、福知山線の電化・複線化までは同社の川西能勢口駅の一人勝ち状態が続いていた。
福知山線の電化・複線化の際に、現行の待避可能な構造に改造され、駅前にロータリーを作るため、元貨物ヤードがあった現在の位置に3度目の移転をした。移転後の旧駅の遺構として駅前広場が1990年代初めまで形を残していたが、線路を跨ぐ道路の敷地になり姿を消した。

### 年表
- 1893年（明治26年）12月12日：摂津鉄道の終着駅である池田駅として開業[3]。一般駅[7]。
- 1897年（明治30年）
  - 2月16日：阪鶴鉄道が摂津鉄道を合併[3]。阪鶴鉄道の駅となる。
  - 12月27日：阪鶴鉄道が宝塚駅まで延伸し途中駅となる[3]。同時に仮設駅に移転[1][4]。
- 1900年（明治33年）12月：仮設駅が焼失[4]。
- 1901年（明治34年）4月1日：仮設駅から本来の駅に移転[4]。
- 1907年（明治40年）8月1日：阪鶴鉄道が国有化、官営鉄道の駅となる[3]。
- 1909年（明治42年）10月12日：線路名称制定[3]。阪鶴線所属駅となる[3]。
- 1912年（明治45年）3月1日：線路名称改定[3]。阪鶴線の福知山駅以南が福知山線に改称し、当駅もその所属となる[3]。
- 1951年（昭和26年）8月1日：川西池田駅に改称[1][2]。
- 1978年（昭和53年）10月1日：自動車基地閉鎖。
- 1979年（昭和54年）7月1日：貨物の取り扱いを廃止[7]、北伊丹駅に移管。旅客駅となる[7]。
- 1980年（昭和55年）9月3日：北伊丹駅方面に0.2km移転し、橋上駅舎化[1]。
- 1986年（昭和61年）11月1日：荷物の取り扱いを廃止[7]。
- 1987年（昭和62年）4月1日：国鉄分割民営化により、西日本旅客鉄道（JR西日本）の駅となる[3]。
- 1988年（昭和63年）3月13日：路線愛称の制定により、「JR宝塚線」の愛称を使用開始。
- 1989年（平成元年）3月11日：快速列車の運転開始とともに、快速の停車駅となる。
- 1992年（平成4年）11月1日：みどりの窓口営業開始。
- 1997年（平成9年）12月20日：自動改札機を設置し、供用開始[8]。
- 2003年（平成15年）11月1日：ICカード「ICOCA」の利用が可能となる[9]。
- 2005年（平成17年）
  - 4月25日：JR福知山線脱線事故の影響で列車の発着がなくなる[3]（みどりの窓口のみ営業）。
  - 6月19日：福知山線復旧、脱線事故後55日ぶりに営業を再開[3]。
- 2011年（平成23年）3月8日：JR宝塚・JR東西・学研都市線運行管理システム導入。接近メロディ導入。
- 2018年（平成30年）3月17日：当駅に駅ナンバリング「JR-G54」が導入され、使用を開始。
- 2025年（令和7年）3月15日：ダイヤ改正に伴い、特急「こうのとり」下り19・21・23号と上り2・4号が新たに停車となる[10]。

## 駅構造
島式2面4線のホームを持つ地上駅で、橋上駅舎を有する。進行方向ごとに列車の待避が可能である。
内側の2・3番のりばが本線で、運転取り扱い上はそれぞれ「下り本線」と「上り本線」と呼ばれる。外側の1・4番のりばは待避線で、有効長がさらに長く造られている。
改札口は橋上にある1ヶ所のみ。改札横にはみどりの窓口のほか、ハート・インから転換された「セブン-イレブン ハートイン」が出店している。
コンコースには、岡山駅 - 出雲市駅間を山陽本線・伯備線・山陰本線経由で運転している特急やくも号の車体パネルが設置されている。

### のりば
| のりば | 路線     | 方向 | 行先                   |
| ------ | -------- | ---- | ---------------------- |
| 1・2   | JR宝塚線 | 下り | 宝塚・福知山方面       |
| 3・4   | JR宝塚線 | 上り | 尼崎・大阪・北新地方面 |

- 上表の路線名は旅客案内上の名称（愛称）で表記している。

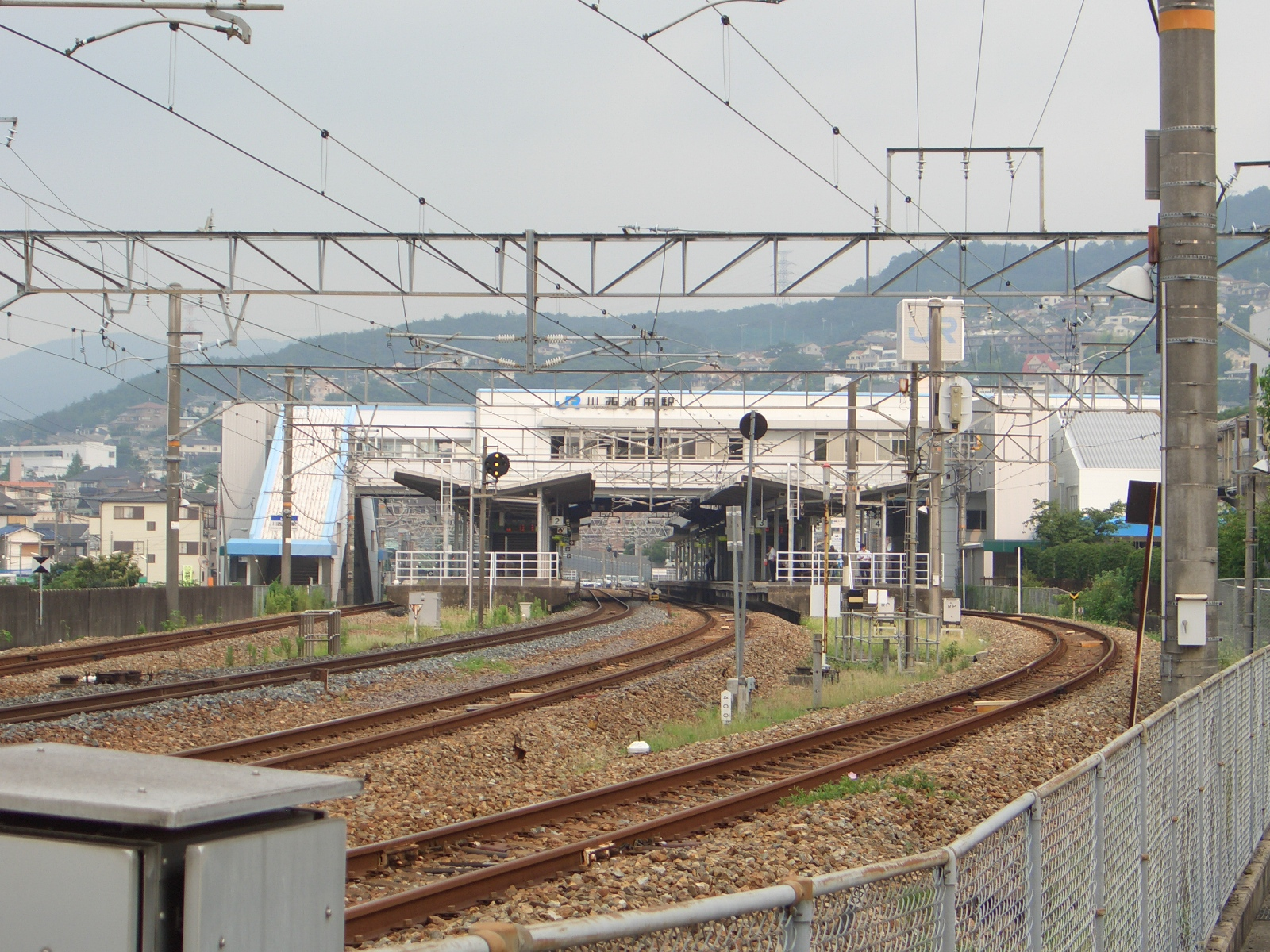
構内（2008年8月）
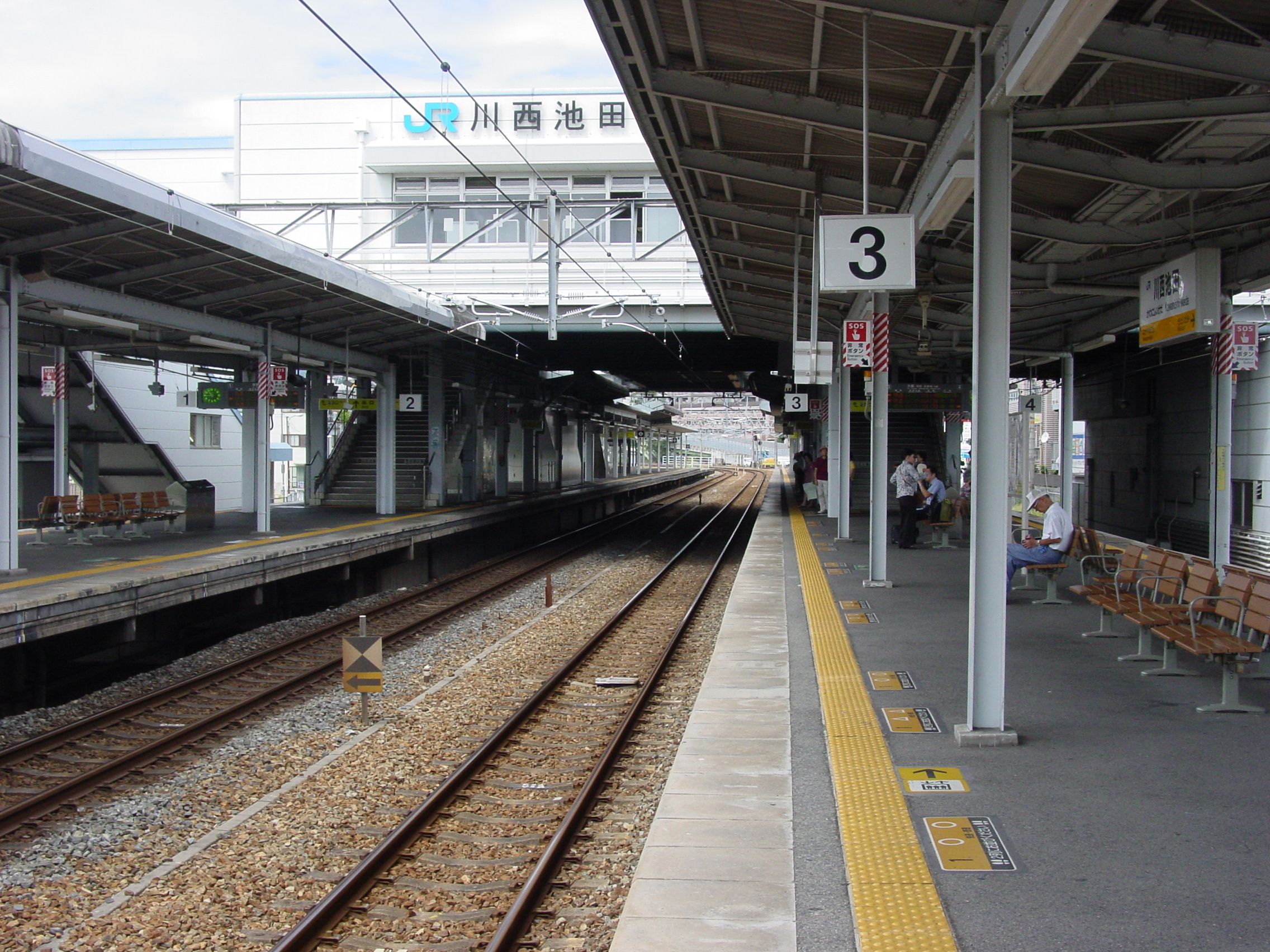
ホーム（2010年9月）

## ダイヤ
特急列車は2025年3月14日までは全列車通過していたが同年3月15日のダイヤ改正により1日に5本（朝に大阪方面の上り2本と夜に福知山方面の下り3本）、快速列車を含むその他の営業列車はすべて停車する。
日中時間帯は1時間に8本が停車する（区間快速と普通列車がそれぞれ4本）。朝晩にはJR東西線に直通する快速も停車するほか、朝ラッシュ時の大阪方面は特に本数が多くなる。
区間快速は当駅から中山寺方の各駅に停車する。
日中の上りの区間快速と、日中以外に運行される特急・快速・丹波路快速の多くは当駅で普通との緩急接続が行われる。緩急接続や特急の通過待ちのために1・4番のりばに停車する列車は、車内温度維持のためにドアが半自動扱いとなり、停車中は乗客がドア付近のボタンを押して開閉を操作する。以前は夏季や冬季のみであったが、2013年からは毎日行うようになった。

## 利用状況
徒歩圏内にある阪急宝塚本線の川西能勢口駅と競合関係にあり、特に宝塚駅にかけては比較的近い距離を並行して走っている。特に競合が激しいのは大阪駅（阪急は大阪梅田駅）方面だが、両者は猪名川や大阪国際空港（伊丹空港）を挟んで東西に離れた地域を経由するため、ある程度の棲み分けがなされている。JRでは、当駅を含む宝塚駅 - 大阪駅および北新地駅との間に特定区間運賃を設定するなどして阪急に対抗している。
「兵庫県統計書」によると、2023年（令和5年）度の1日平均乗車人員は17,301人である。近年の1日平均乗車人員は以下の通り。 
| 年度   | 1日平均 乗車人員 |
| ------ | ---------------- |
| 1995年 | 11,780           |
| 1996年 | 12,718           |
| 1997年 | 16,707           |
| 1998年 | 18,041           |
| 1999年 | 18,728           |
| 2000年 | 19,066           |
| 2001年 | 19,032           |
| 2002年 | 19,206           |
| 2003年 | 19,753           |
| 2004年 | 20,177           |
| 2005年 | 18,359           |
| 2006年 | 20,060           |
| 2007年 | 20,373           |
| 2008年 | 20,555           |
| 2009年 | 20,195           |
| 2010年 | 19,867           |
| 2011年 | 19,619           |
| 2012年 | 19,686           |
| 2013年 | 19,828           |
| 2014年 | 19,571           |
| 2015年 | 19,789           |
| 2016年 | 19,771           |
| 2017年 | 19,781           |
| 2018年 | 19,787           |
| 2019年 | 19,595           |
| 2020年 | 15,856           |
| 2021年 | 15,993           |
| 2022年 | 16,798           |
| 2023年 | 17,301           |

## 駅周辺

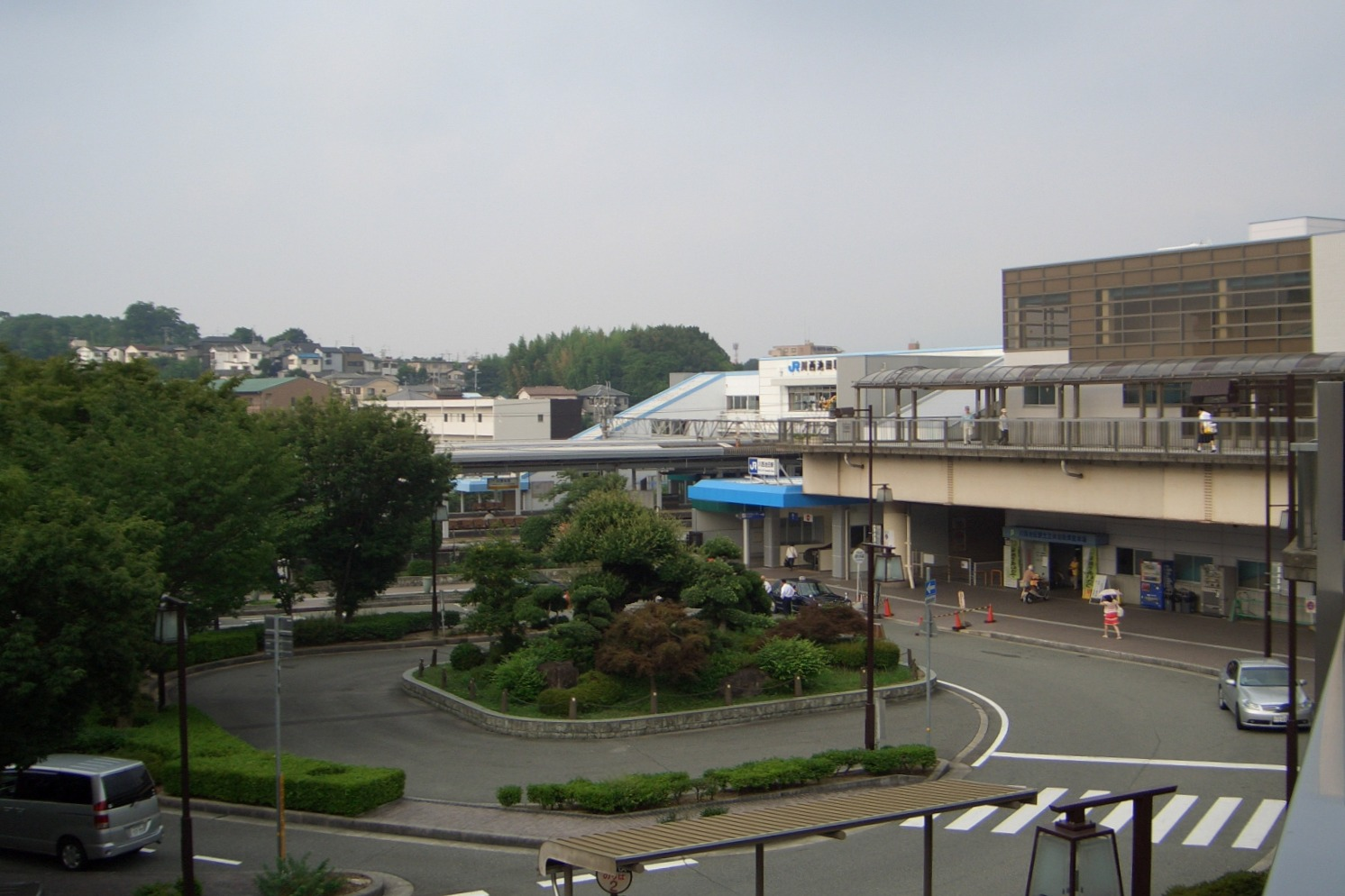
北口のロータリー

川西能勢口駅にかけて各種店舗等が集積する繁華街となっており、その周囲には住宅地が広がっている。
- 川西能勢口駅（阪急宝塚本線・能勢電鉄妙見線）[1]

約550m、徒歩約6分。屋根の付いたペデストリアンデッキや下記のアステ川西内にある自由通路を介して連絡している。
なお、1981年までは駅に隣接して能勢電鉄の川西国鉄前駅があり、単行の電車が、末期には朝夕のラッシュ時のみ川西能勢口駅との1駅間を往復していた。
- アステ川西
  - 川西市立中央図書館
  - 阪急百貨店（川西阪急）
- 源満仲公像
- 京都銀行 川西支店
- 東洋食品工業短期大学
- 川西市立川西小学校
- 栄根公園
- 国道176号
- 最明寺川

## バス路線
駅北口のロータリーに阪急バスが「JR川西池田駅」バス停を設けている。
全ての便が近接する川西能勢口駅前の「阪急川西能勢口駅」バス停（旧・川西バスターミナル）にも停車する。以下の路線には「阪急川西能勢口駅」バス停を始発とし、当駅前には乗り入れない便も多く設定されているため、待ち時間によっては同バス停で乗降する方が早く移動できる場合もある。
このほか2009年9月までは、大阪空港交通が運行する大阪国際空港（伊丹空港）行きのリムジンバスも発着していた（川西バスターミナルも経由、阪急バスの2番のりばの隣に別途バス停を設けていた）。
1番のりば
- 1系統（杉生線）：清和台営業所前
- 3系統（けやき坂線）：けやき坂二丁目
- 4系統（杉生線・湯山台系統）：南野坂二丁目・湯山台方面（循環）
- 6系統（猪名川パークタウン線）：パークタウン中央 / 日生中央駅
- 9系統（つつじが丘線）：つつじが丘五丁目（循環）/ 日生中央駅

2番のりば
- 現在は使用されていない。

## 隣の駅
西日本旅客鉄道（JR西日本）
 JR宝塚線（福知山線）
- 特急「こうのとり」一部停車駅

■丹波路快速・■快速・■区間快速
伊丹駅 (JR-G52) - 川西池田駅 (JR-G54) - 中山寺駅 (JR-G55)
■普通
北伊丹駅 (JR-G53) - 川西池田駅 (JR-G54) - 中山寺駅 (JR-G55)